# Helcogramma vulcana
Helcogramma vulcana är en fiskart som beskrevs av Randall och Clark, 1993. Helcogramma vulcana ingår i släktet Helcogramma och familjen Tripterygiidae. Inga underarter finns listade i Catalogue of Life.